# Акация коа
Ака́ция ко́а (лат. Acacia koa, гав. Koa) — вид деревьев из рода Акация (Acacia) семейства Бобовые (Fabaceae). Эндемик Гавайских островов.

## Ботаническое описание

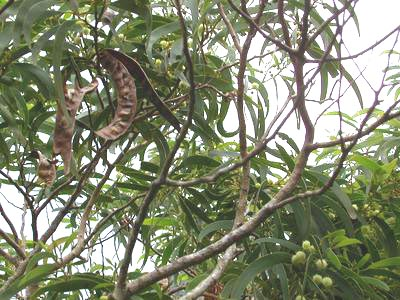
Верхние ветки акации коа. Видны серповидные филлодии, цветочные головки и семена

Акация коа — крупное дерево высотой 15—25 метров, ширина кроны 6—12 метров, в глубоких вулканических почвах может достигать высоты 30 метров, а кроны 20 метров. Одно из самых быстрорастущих гавайских деревьев, прирост 6—9 метров за 5 лет.
Первые листья сложные с 12—24 парами листочков, как и у многих других бобовых. С 6—9-месячного возраста при сухих условиях обитания они заменяются толстыми серповидными расширенными черешками листьев — филлодиями. Вертикальное расположение и уплощённая ориентация филлодиев позволяет солнечному свету проходить в глубину кроны дерева.
Цветы светло-жёлтые, собраны в головчатые шаровидные соцветия диаметром 8—10 мм. Цветение может быть сезонным или круглый год в зависимости от местообитания.
Бобы 7—15 см длиной и шириной 1,5—2,5 см, содержат в среднем по 12 семян, при созревании становятся коричневым.
Семена сплюснуто-эллипсоидальные, тёмно-коричневого цвета, 6—12 мм длиной и 4—7 мм шириной. Покрыты твёрдой оболочкой, что позволяет им оставаться в состоянии покоя до 25 лет. Скарификация молодых семян необходима для их успешного прорастания.

### Среда обитания
Акация коа — эндемик Гавайских островов. В диком виде встречается на островах Гавайи, Молокаи, Мауи, Ланаи, Оаху и Кауаи. Предпочитает высоты от 100 до 2300 метров над уровнем моря, при годовом количестве осадков 850—5000 мм.
Растёт на вулканических почвах от кислых до нейтральных (рН 4—7,4); предпочтительны почвы, классифицируемые как инсептисоль, образованные из вулканического пепла, либо хорошо дренированная гистосоль. Важной является способность растения фиксировать азот, что позволяет расти в очень молодых вулканических почвах, где акация становится доминирующим лесным видом.

## Консументы
Цветки и плоды акации поедают гусеницы Udara blackburni.
Бабочки пьют нектар из цветков, сок коа пьют бабочки Камеамеа (Vanessa tameamea).

## Родственные виды
Близкий вид обитает только на остове Вануату — Acacia heterophylla. Считается, что они произошли от единого предка из Австралии, предположительно, их сестринская группа — акация чёрная, у них похожие экологические ниши и способ расселения семян птицами.
На острове Реюньон есть похожий с вид[какой?], его родство подтверждается генетическим анализом. Предполагаемое время расхождения видов составило 1,4 млн лет назад.
Близкородственным видом является также Акация коайа, которая встречается в засушливых районах. Отличается по более мелким семенам, древесина плотнее, тяжелее, и более мелкозерниста, чем древесина коа. Этот вид сейчас встречается редко, его можно увидеть на ранчо в районе Северная Кохала на острове Гавайи.

## Использование

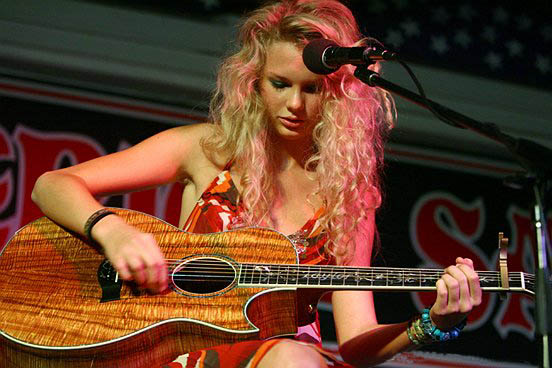
Певица Тейлор Свифт с гитарой из древесины коа

Акацию коа начали использовать древние гавайцы для строительства каноэ вака и досок для серфинга.
Красноватая древесина коа очень похожа на орех чёрный. Она высоко ценится как материал для резьбы по дереву, изготовления мебели, шпона и музыкальных инструментов (укулеле, акустическая гитара, гавайская слайд-гитара, Б. С. Рич использовал коа для электрогитар).

## Охрана природы
Акации коа — охраняемый вид деревьев. Растения очень страдает от выпаса скота и вырубок. В районах разведения скота регенерация коа невозможна. Однако если скот удаляют или леса огораживают, то леса восстанавливаются.

## Галерея

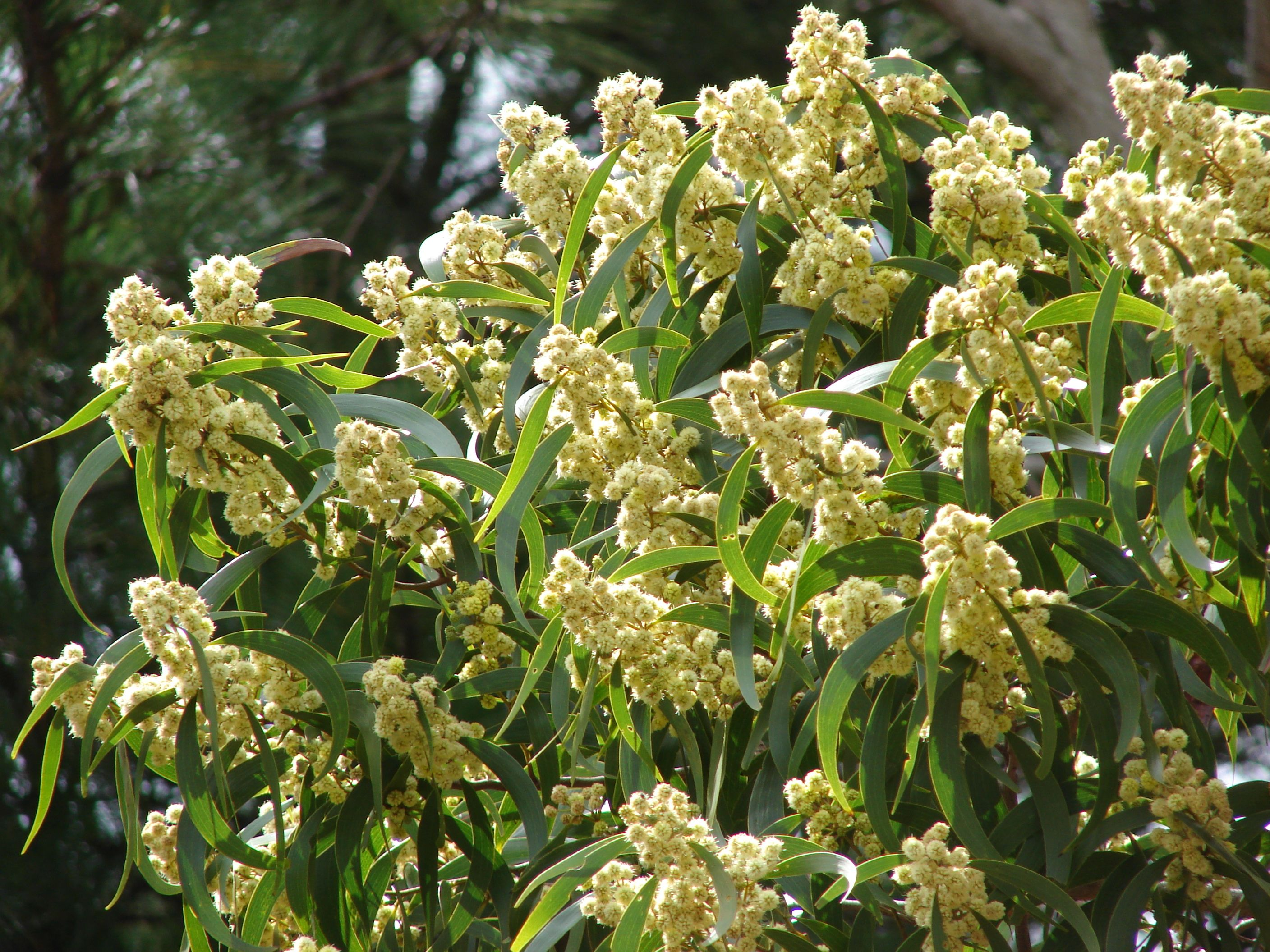
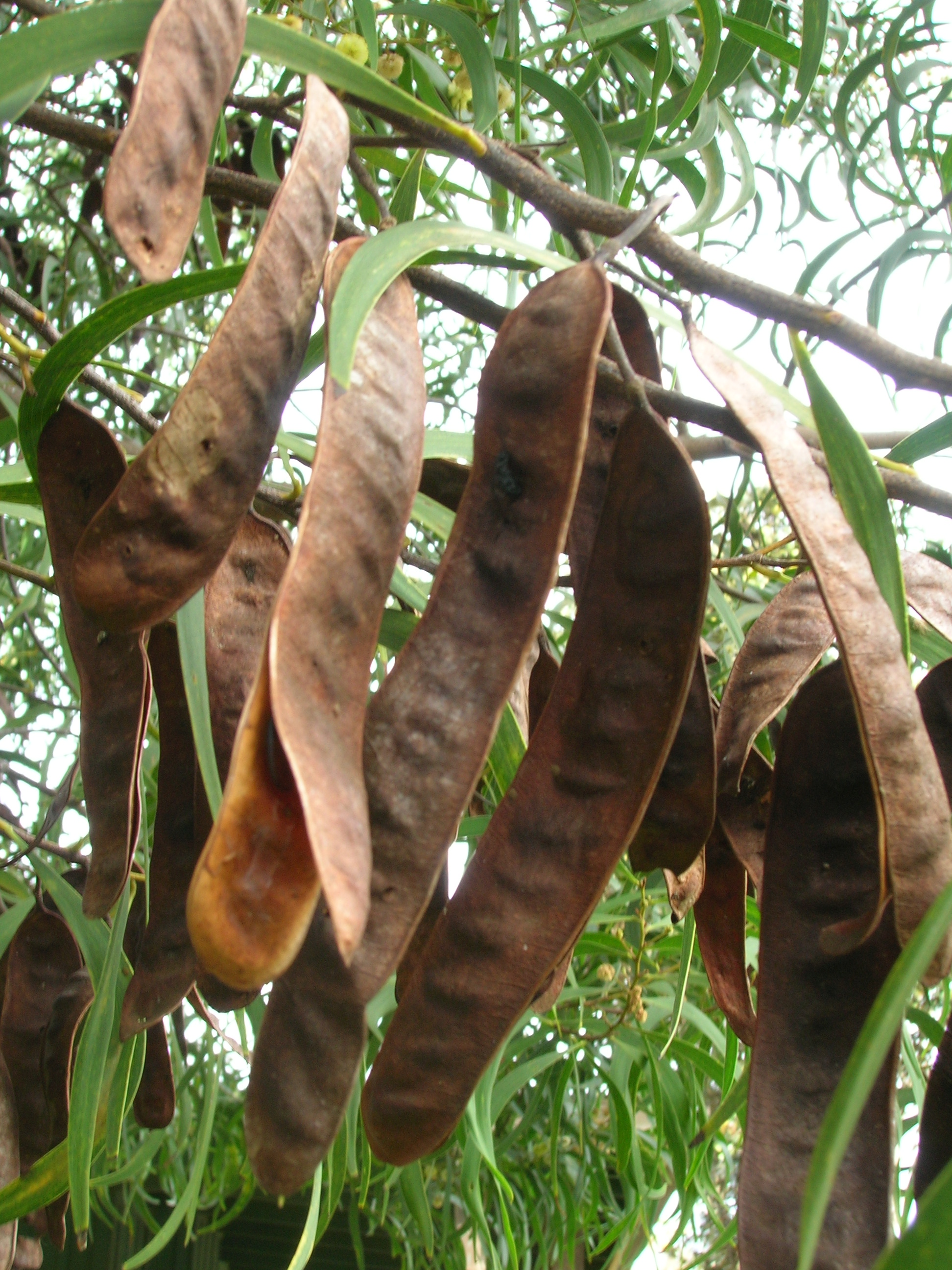
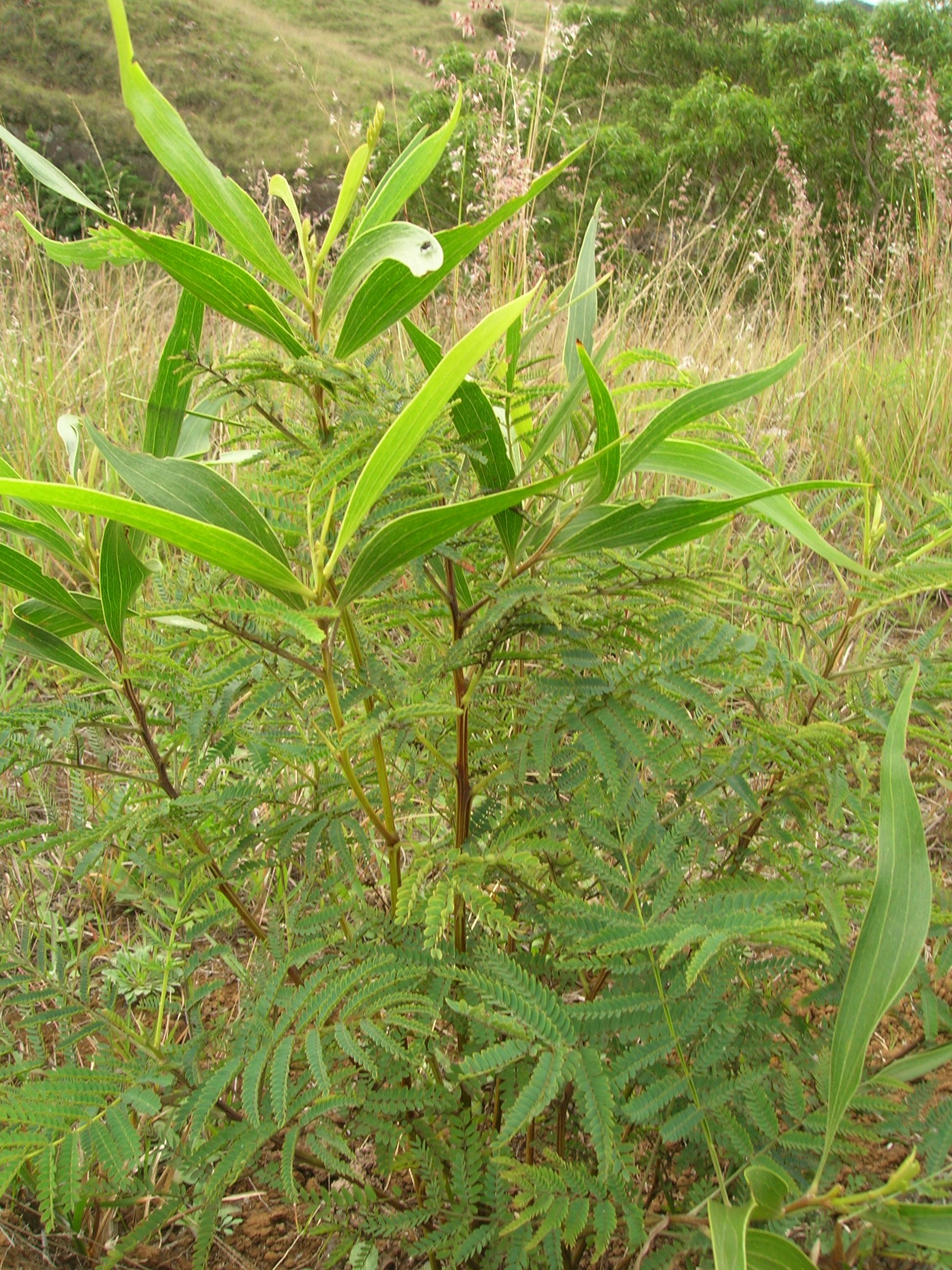
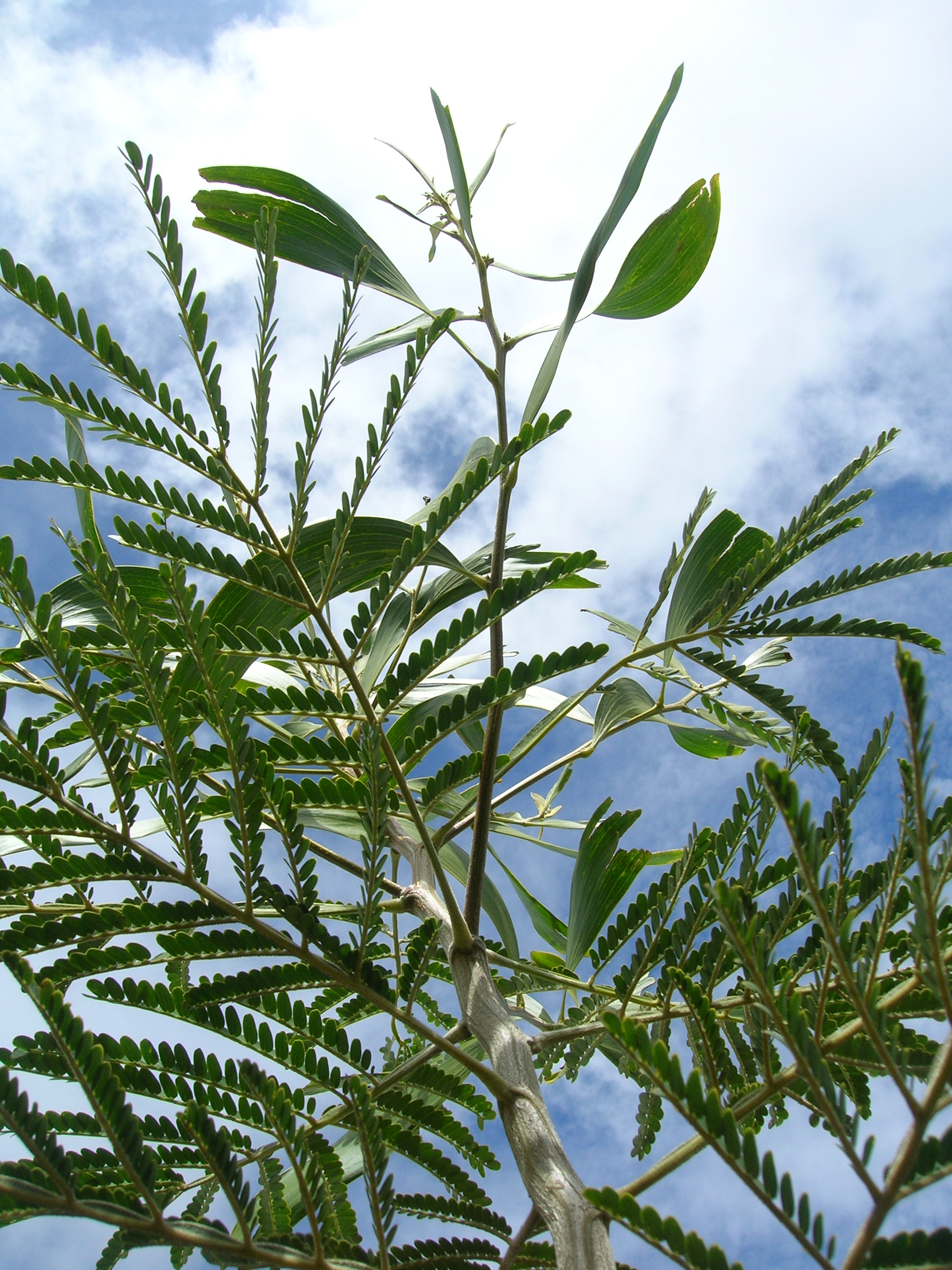
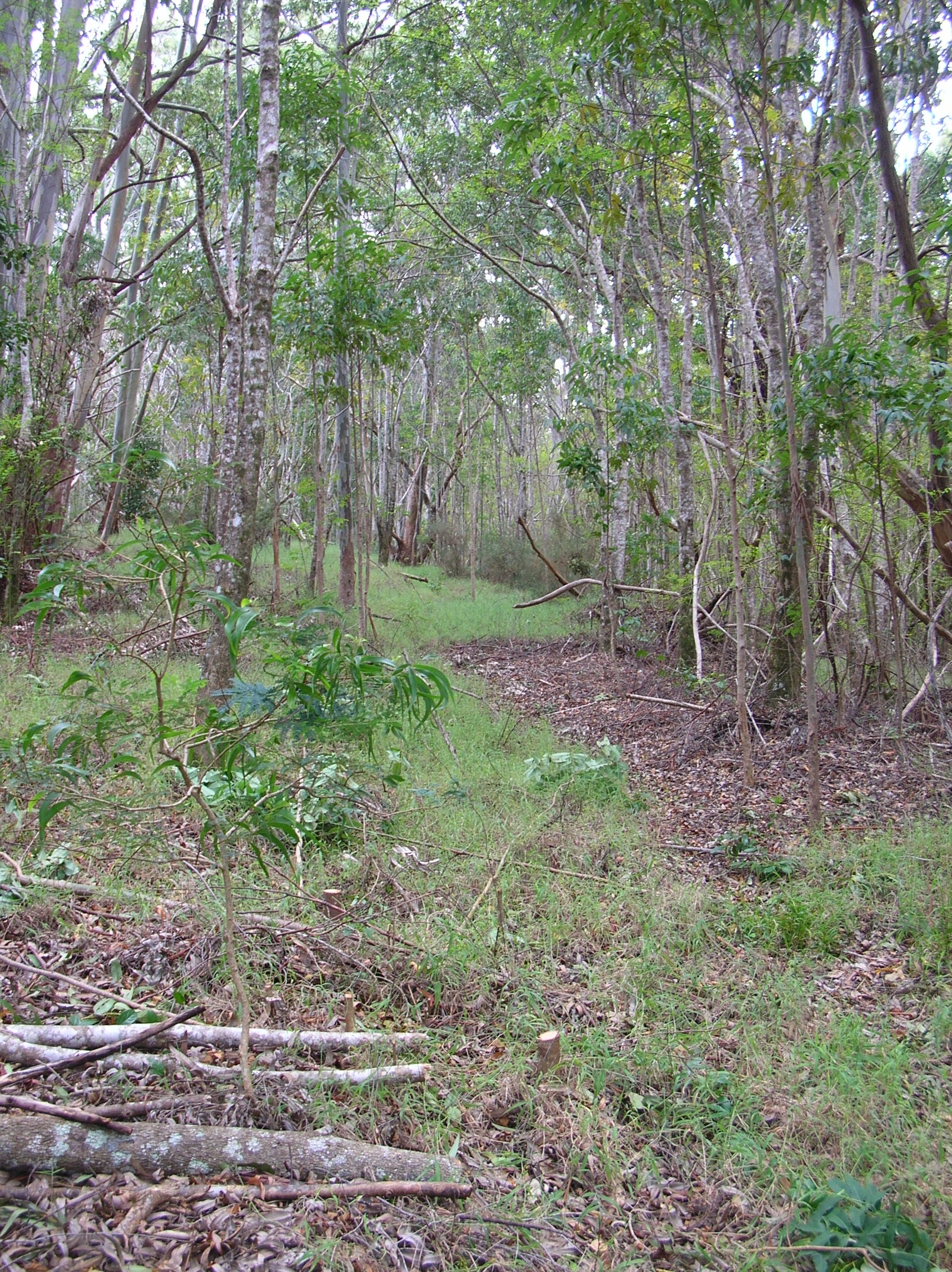
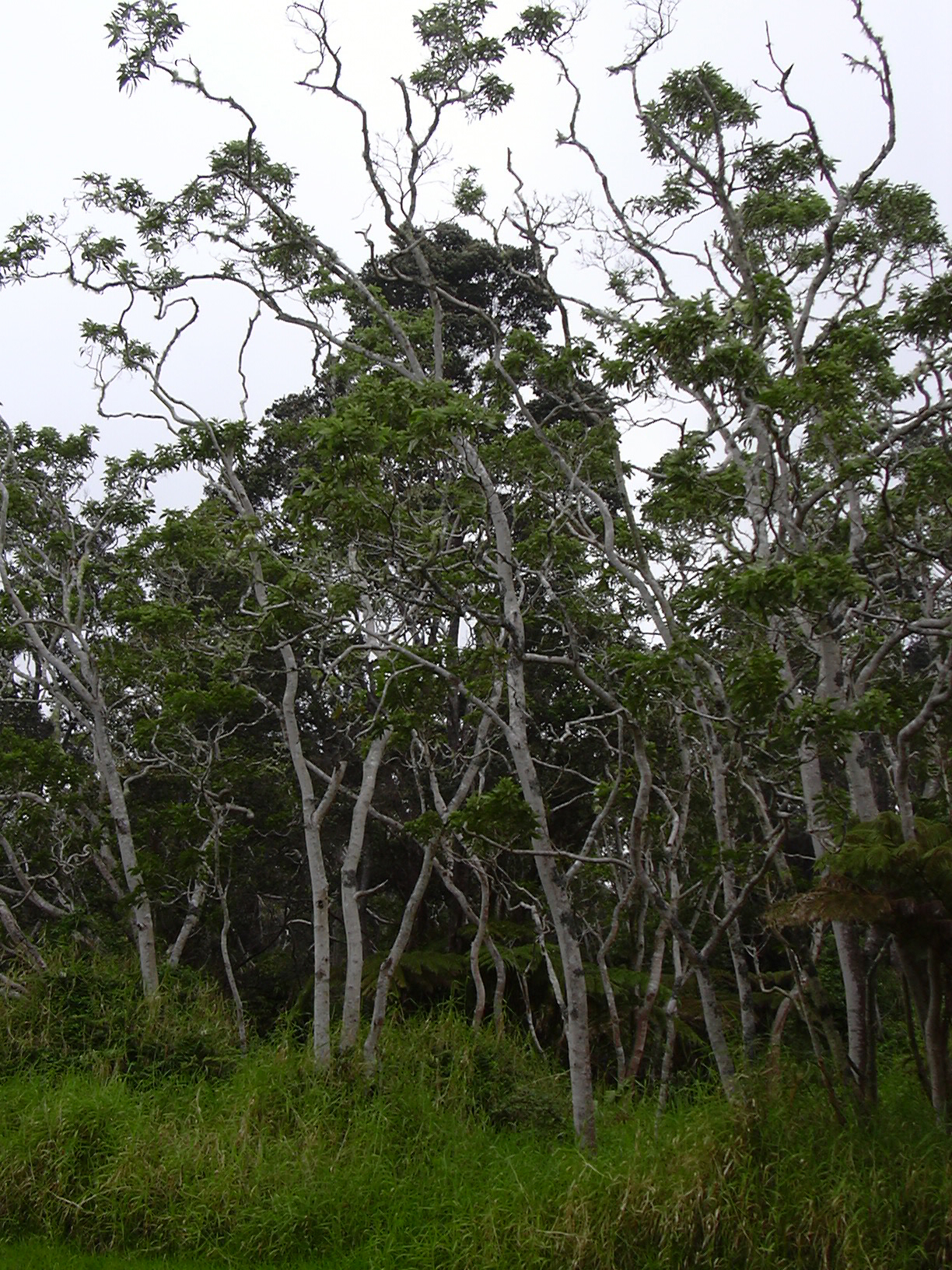
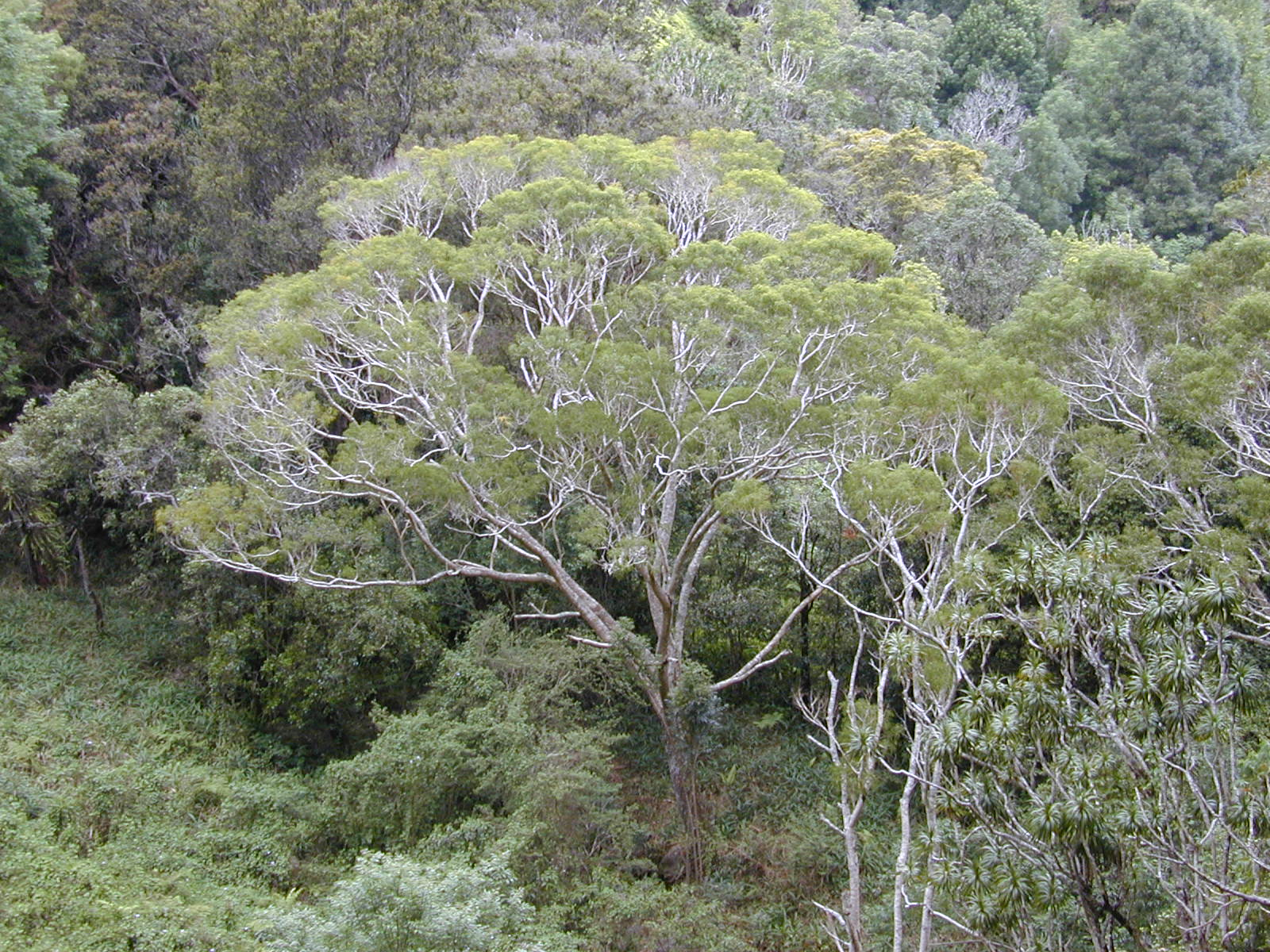